# Дунаве
Дунаве су насељено место у саставу општине Конавле, Дубровачко-неретванска жупанија, Република Хрватска.

## Историја
До територијалне реорганизације у Хрватској налазиле су се у саставу старе општине Дубровник.

## Становништво
На попису становништва 2011. године, Дунаве су имале 155 становника.
| Број становника по пописима | Број становника по пописима | Број становника по пописима | Број становника по пописима | Број становника по пописима | Број становника по пописима | Број становника по пописима | Број становника по пописима | Број становника по пописима | Број становника по пописима | Број становника по пописима | Број становника по пописима | Број становника по пописима | Број становника по пописима | Број становника по пописима | Број становника по пописима |
| --------------------------- | --------------------------- | --------------------------- | --------------------------- | --------------------------- | --------------------------- | --------------------------- | --------------------------- | --------------------------- | --------------------------- | --------------------------- | --------------------------- | --------------------------- | --------------------------- | --------------------------- | --------------------------- |
| 1857                        | 1869                        | 1880                        | 1890                        | 1900                        | 1910                        | 1921                        | 1931                        | 1948                        | 1953                        | 1961                        | 1971                        | 1981                        | 1991                        | 2001                        | 2011                        |
| 384                         | 405                         | 417                         | 402                         | 376                         | 369                         | 382                         | 381                         | 334                         | 340                         | 341                         | 278                         | 245                         | 231                         | 173                         | 155                         |

Напомена: Од 1857. до 1880. исказивано под именом Дунави, а од 1890. до 1981. под именом Дунаве Крајње.

### Попис1991.
На попису становништва 1991. године, насељено место Дунаве је имало 231 становника, следећег националног састава:
| Попис 1991.‍ | Попис 1991.‍ | Попис 1991.‍ | Попис 1991.‍ | Попис 1991.‍ |
| ----------- | ----------- | ----------- | ----------- | ----------- |
|             |             |             |             |             |
| Хрвати      | Хрвати      |             | 225         | 97,40%      |
| Југословени | Југословени |             | 1           | 0,43%       |
| Муслимани   | Муслимани   |             | 1           | 0,43%       |
| Црногорци   | Црногорци   |             | 1           | 0,43%       |
| непознато   | непознато   |             | 3           | 1,29%       |
| укупно: 231 |             |             |             |             |